# Camden (Alabama)
Camden is een plaats (town) in de Amerikaanse staat Alabama, en valt bestuurlijk gezien onder Wilcox County.

## Demografie
Bij de volkstelling in 2000 werd het aantal inwoners vastgesteld op 2257.
In 2006 is het aantal inwoners door het United States Census Bureau geschat op 2232, een daling van 25 (-1,1%).

## Geografie
Volgens het United States Census Bureau beslaat de plaats een oppervlakte van
11,0 km², geheel bestaande uit land.

## Plaatsen in de nabije omgeving
De onderstaande figuur toont de plaatsen in een straal van 40 km rond Camden.

## Geboren
- Kay Ivey (1944), gouverneur van Alabama